# Jackson Porozo
Jackson Gabriel Porozo Vernaza (San Lorenzo, Ecuador, 4 de agosto de 2000) es un futbolista ecuatoriano. Juega como defensa y su equipo actual es el Club Tijuana de la Primera División de México.

## Trayectoria
Dejó San Lorenzo cuando apenas tenía 11 años para probar suerte en el fútbol. En 2012 llegó a Liga Deportiva Universitaria con el anhelo de convertirse en profesional. Pero no continuó en el equipo.
En 2014 reapareció. El Manta Fútbol Club se interesó en su estilo de juego y le dio una oportunidad en la sub-16. Pasó una temporada con los manabitas antes de regresar a Pichincha, para jugar en el Independiente del Valle. El cuadro de Sangolquí lo acogió por dos temporadas. En ese entonces, su director técnico era Galo Rodríguez, uno de los uno de los formadores que tenía el club. 
Con los rayados jugó 23 partidos entre la sub-16 y 18. Tras su paso por el cuadro negriazul regresó a Manta. Los atuneros, que eran dueños de sus derechos deportivos, lo catapultaron a la Selección que participó en los Juegos Sudamericanos de Cochabamba. Porozo fue uno de los estelares en el equipo que dirigía el director técnico Javier Rodríguez. En el campeonato, que era sub-17, empezaba a demostrar sus cualidades en la defensa. 
En 2018 dejó Manta para hacer pasantías en Brasil. Palmeiras fue el primer club de ese país en buscarlo. La dirigencia del conjunto manabita hizo el contacto, pero solo se quedó tres meses en el cuadro paulista. A su regreso al Manta Fútbol Club, sus derechos deportivos fueron vendidos al Santos.
En el Manta jugó 18 partidos en el primer equipo, en la Serie B de Ecuador. Eso hizo que los brasileños se fijaran en él y decidieran contratarlo.
En octubre de 2020 dio el salto a Europa para jugar en el Boavista Futebol Clube de la Primera División de Portugal.
El 23 de mayo de 2021 fue anunciado como nuevo refuerzo del E. S. Troyes A. C. de Francia, con un contrato hasta 2027. El 2 de agosto de 2023 fue cedido por una temporada al Olympiakos Fútbol Club de la Primera División de Grecia, dejó el club en diciembre de 2023.
El 2 de febrero fue anunciado en el Kasımpaşa Spor Kulübü de Turquía, en una cesión hasta final de temporada.
El 23 de agosto de 2024 fue cedido nuevamente, esta ocasión fue por una temporada al Club Deportivo Leganés de la Primera División de España. Tras no completar la cesión en España, en enero de 2025 sería cedido de nuevo en esta ocasión al Xolos de Tijuana, equipo de la Primera División de México.

## Selección nacional
El 14 de febrero de 2017 fue convocado a la selección ecuatoriana sub-17 para disputar el Campeonato Sudamericano Sub-17, siendo titular durante el torneo y anotando un gol contra Uruguay el 26 de febrero. El 2 de enero de 2019 fue incluido en la lista de 23 jugadores sub-20 de Jorge Célico para el Campeonato Sudamericano Sub-20 de 2019. 
Porozo fue titular indiscutible durante la competición, siendo incluido entre los mejores once del torneo ya que su equipo se coronó campeón. El 12 de marzo de 2019, fue convocado al equipo completo para los amistosos contra Estados Unidos y Honduras.
Hizo su debut internacional completo el 10 de septiembre de 2019, entrando como suplente tardío de Félix Torres en la victoria por 3-0 contra Bolivia en Cuenca. El 14 de noviembre de 2022 fue incluido en la lista final para la Copa Mundial Catar 2022.
El 29 de mayo de 2024, fue incluido en la lista de 26 futbolistas convocados por Félix Sánchez Bas para su participación en la Copa América 2024.

### Categorías inferiores

#### Participaciones en Sudamericanos
| Campeonato                              | Sede     | Resultado    | Partidos | Goles |
| --------------------------------------- | -------- | ------------ | -------- | ----- |
| Sudamericano Sub-17 de 2017             | Chile    | Sexto lugar  | 8        | 1     |
| Juegos Bolivarianos Santa Marta 2017    | Colombia | Plata        | 4        | 0     |
| Sudamericano Sub-20 de 2019             | Chile    | Campeón      | 9        | 0     |
| Juegos Panamericanos Lima 2019          | Perú     | Primera fase | 3        | 0     |
| Preolímpico Sudamericano Sub-23 de 2020 | Colombia | Primera fase | 3        | 0     |

#### Participaciones en Copas del Mundo
| Campeonato                  | Sede    | Resultado    | Partidos | Goles |
| --------------------------- | ------- | ------------ | -------- | ----- |
| Copa Mundial Sub-20 de 2019 | Polonia | Tercer lugar | 6        | 0     |

### Selección absoluta

#### Participaciones en Copas del Mundo
| Mundial           | Sede  | Resultado      | Partidos | Goles |
| ----------------- | ----- | -------------- | -------- | ----- |
| Copa Mundial 2022 | Catar | Fase de grupos | 2        | 0     |

#### Participaciones en eliminatorias
| Eliminatorias      | Sede            | Resultado   | Partidos | Goles |
| ------------------ | --------------- | ----------- | -------- | ----- |
| Eliminatorias 2022 | América del Sur | Clasificado | 0        | 0     |
| Eliminatorias 2026 | América del Sur | Clasificado | 0        | 0     |

#### Participaciones en Copa América
| Copa              | Sede           | Resultado        | Partidos | Goles |
| ----------------- | -------------- | ---------------- | -------- | ----- |
| Copa América 2024 | Estados Unidos | Cuartos de final | 0        | 0     |

### Partidos internacionales
Actualizado al último partido disputado el 12 de junio de 2024.
| Partidos internacionales con la selección | Partidos internacionales con la selección | Partidos internacionales con la selección | Partidos internacionales con la selección | Partidos internacionales con la selección | Partidos internacionales con la selección | Partidos internacionales con la selección |
| --- | ----------------------------------------- | ----------------------------------------- | ----------------------------------------- | ----------------------------------------- | ----------------------------------------- | ----------------------------------------- |
| \| N.° \| Fecha \| Ciudad \| Rival \| Resultado \| Resultado \| Competencia \| \| --- \| ------------------------ \| --------------- \| -------------- \| --------- \| --------- \| ------------------ \| \| 1. \| 10 de septiembre de 2019 \| Cuenca \| Bolivia \| 3-0 \| Victoria \| Amistoso \| \| 2. \| 29 de marzo de 2021 \| Quito \| Bolivia \| 2-1 \| Victoria \| Amistoso \| \| 3. \| 11 de junio de 2022 \| Fort Lauderdale \| Cabo Verde \| 1-0 \| Victoria \| Amistoso \| \| 4. \| 23 de septiembre de 2022 \| Murcia \| Arabia Saudita \| 0-0 \| Empate \| Amistoso \| \| 5. \| 27 de septiembre de 2022 \| Düsseldorf \| Japón \| 0-0 \| Empate \| Amistoso \| \| 6. \| 25 de noviembre de 2022 \| Rayán \| Países Bajos \| 1-1 \| Empate \| Mundial Catar 2022 \| \| 7. \| 29 de noviembre de 2022 \| Rayán \| Senegal \| 1-2 \| Derrota \| Mundial Catar 2022 \| \| 8. \| 12 de junio de 2024 \| Chester \| Bolivia \| 3-1 \| Victoria \| Amistoso \| |                                           |                                           |                                           |                                           |                                           |                                           |
| N.° | Fecha                                     | Ciudad                                    | Rival                                     | Resultado                                 | Resultado                                 | Competencia                               |
| 1. | 10 de septiembre de 2019                  | Cuenca                                    | Bolivia                                   | 3-0                                       | Victoria                                  | Amistoso                                  |
| 2. | 29 de marzo de 2021                       | Quito                                     | Bolivia                                   | 2-1                                       | Victoria                                  | Amistoso                                  |
| 3. | 11 de junio de 2022                       | Fort Lauderdale                           | Cabo Verde                                | 1-0                                       | Victoria                                  | Amistoso                                  |
| 4. | 23 de septiembre de 2022                  | Murcia                                    | Arabia Saudita                            | 0-0                                       | Empate                                    | Amistoso                                  |
| 5. | 27 de septiembre de 2022                  | Düsseldorf                                | Japón                                     | 0-0                                       | Empate                                    | Amistoso                                  |
| 6. | 25 de noviembre de 2022                   | Rayán                                     | Países Bajos                              | 1-1                                       | Empate                                    | Mundial Catar 2022                        |
| 7. | 29 de noviembre de 2022                   | Rayán                                     | Senegal                                   | 1-2                                       | Derrota                                   | Mundial Catar 2022                        |
| 8. | 12 de junio de 2024                       | Chester                                   | Bolivia                                   | 3-1                                       | Victoria                                  | Amistoso                                  |

## Estadísticas

### Clubes
Actualizado al último partido disputado el 17 de agosto de 2025.
| Club                       | Div.          | Temporada     | Liga  | Liga  | Copas nacionales | Copas nacionales | Torneos internacionales | Torneos internacionales | Total | Total | Prom. |
| Club                       | Div.          | Temporada     | Part. | Goles | Part.            | Goles            | Part.                   | Goles                   | Part. | Goles | Prom. |
| -------------------------- | ------------- | ------------- | ----- | ----- | ---------------- | ---------------- | ----------------------- | ----------------------- | ----- | ----- | ----- |
| Manta F. C. · Ecuador      | 2.ª           | 2017          | 10    | 1     | —                | —                | —                       | —                       | 10    | 1     | 0.1   |
| Manta F. C. · Ecuador      | 2.ª           | 2018          | 8     | 0     | —                | —                | —                       | —                       | 8     | 0     | 0     |
| Manta F. C. · Ecuador      | Total club    | Total club    | 18    | 1     | 0                | 0                | 0                       | 0                       | 18    | 1     | 0.06  |
| Boavista F. C. Portugal    | 1.ª           | 2020-21       | 11    | 2     | 1                | 0                | —                       | —                       | 12    | 2     | 0.17  |
| Boavista F. C. Portugal    | 1.ª           | 2021-22       | 24    | 0     | 4                | 0                | —                       | —                       | 28    | 0     | 0     |
| Boavista F. C. Portugal    | Total club    | Total club    | 35    | 2     | 5                | 0                | 0                       | 0                       | 40    | 2     | 0.05  |
| E. S. Troyes A. C. Francia | 1.ª           | 2022-23       | 22    | 2     | 1                | 0                | —                       | —                       | 23    | 2     | 0.09  |
| E. S. Troyes A. C. Francia | Total club    | Total club    | 22    | 2     | 1                | 0                | 0                       | 0                       | 23    | 2     | 0.09  |
| Olympiakos F. C. · Grecia  | 1.ª           | 2023-24       | 4     | 0     | 0                | 0                | 5                       | 0                       | 9     | 0     | 0     |
| Olympiakos F. C. · Grecia  | Total club    | Total club    | 4     | 0     | 0                | 0                | 5                       | 0                       | 9     | 0     | 0     |
| Kasımpaşa S. K. Turquía    | 1.ª           | 2023-24       | 14    | 1     | 0                | 0                | —                       | —                       | 14    | 1     | 0.07  |
| Kasımpaşa S. K. Turquía    | Total club    | Total club    | 14    | 1     | 0                | 0                | 0                       | 0                       | 14    | 1     | 0.07  |
| C. D. Leganés · España     | 1.ª           | 2024-25       | 0     | 0     | 2                | 0                | —                       | —                       | 2     | 0     | 0     |
| C. D. Leganés · España     | Total club    | Total club    | 0     | 0     | 2                | 0                | 0                       | 0                       | 2     | 0     | 0     |
| Club Tijuana · México      | 1.ª           | 2024-25       | 13    | 0     | —                | —                | —                       | —                       | 13    | 0     | 0     |
| Club Tijuana · México      | 1.ª           | 2025-26       | 5     | 0     | —                | —                | 2                       | 1                       | 7     | 1     | 0.14  |
| Club Tijuana · México      | Total club    | Total club    | 18    | 0     | 0                | 0                | 2                       | 1                       | 20    | 1     | 0.05  |
| Total carrera              | Total carrera | Total carrera | 111   | 6     | 8                | 0                | 7                       | 1                       | 126   | 7     | 0.06  |
| 1. 2.                      |               |               |       |       |                  |                  |                         |                         |       |       |       |

### Selección
Actualizado al último partido disputado el 12 de junio de 2024.
| Selección       | Año             | Amistosos | Amistosos | Amistosos | Continental | Continental | Continental | Mundial | Mundial | Mundial | Total | Total | Total  | Media goleadora |
| Selección       | Año             | Part.     | Goles     | Asist.    | Part.       | Goles       | Asist.      | Part.   | Goles   | Asist.  | Part. | Goles | Asist. | Media goleadora |
| --------------- | --------------- | --------- | --------- | --------- | ----------- | ----------- | ----------- | ------- | ------- | ------- | ----- | ----- | ------ | --------------- |
| Sub-17          | 2017            | —         | —         | —         | 8           | 1           | 1           | —       | —       | —       | 8     | 1     | 1      | 0.13            |
| Sub-20          | 2018            | 3         | 0         | 0         | —           | —           | —           | —       | —       | —       | 3     | 0     | 0      | 0               |
| Sub-20          | 2019            | 1         | 0         | 0         | 9           | 0           | 0           | 6       | 0       | 0       | 16    | 0     | 0      | 0               |
| Sub-20          | Total           | 4         | 0         | 0         | 9           | 0           | 0           | 6       | 0       | 0       | 19    | 0     | 0      | 0               |
| Sub-23          | 2020            | —         | —         | —         | 3           | 0           | 0           | —       | —       | —       | 3     | 0     | 0      | 0               |
| Absoluta        | 2019            | 1         | 0         | 0         | —           | —           | —           | —       | —       | —       | 1     | 0     | 0      | 0               |
| Absoluta        | 2021            | 1         | 0         | 0         | —           | —           | —           | —       | —       | —       | 1     | 0     | 0      | 0               |
| Absoluta        | 2022            | 3         | 0         | 0         | —           | —           | —           | 2       | 0       | 0       | 5     | 0     | 0      | 0               |
| Absoluta        | 2024            | 1         | 0         | 0         | 0           | 0           | 0           | —       | —       | —       | 1     | 0     | 0      | 0               |
| Absoluta        | Total           | 6         | 0         | 0         | 0           | 0           | 0           | 2       | 0       | 0       | 8     | 0     | 0      | 0               |
| Total selección | Total selección | 10        | 0         | 0         | 20          | 1           | 1           | 8       | 0       | 0       | 38    | 1     | 1      | 0.03            |
| 1. 2.           |                 |           |           |           |             |             |             |         |         |         |       |       |        |                 |

## Palmarés

### Campeonatos internacionales
| Título              | Equipo         | Año  |
| ------------------- | -------------- | ---- |
| Sudamericano Sub-20 | Ecuador sub-20 | 2019 |